# Saiguède
Saiguède – miejscowość i gmina we Francji, w regionie Oksytania, w departamencie Górna Garonna.
Według danych na rok 2006 gminę zamieszkiwało 689 osób, a gęstość zaludnienia wynosiła 38 osób/km² (wśród 3020 gmin regionu Midi-Pyrénées Saiguède plasuje się na 634. miejscu pod względem liczby ludności, natomiast pod względem powierzchni na miejscu 972.).